# Score to a New Beginning
Score to a New Beginning es el tercer álbum de estudio de la banda francesa de power metal sinfónico, Fairyland. Lanzado en el año 2009 a través de la discográfica Napalm Records.
El álbum cuenta nuevamente con la participación de Willdric Lievin, quien es cofundador de Fairyland junto a Philippe Giordana, pero había dejado la banda en 2003. En este álbum, Willdric es acreditado como “músico invitado” en lugar de ser tomado como miembro de la agrupación, ya que al momento del lanzamiento de este disco se consideraba a Fairyland como el proyecto solista del único miembro estable de la banda, Phil Giordana.
Todas las canciones, música y letras fueron escritas por Philippe Giordana, excepto las pistas 6 y 7 cuyas líneas vocales fueron escritas por Philippe Giordana y Marco Sandron.

## Concepto
Siguiendo el concepto de Ópera rock, al igual que los anteriores álbumes, el disco narra la tercera parte de los sucesos en la tierra ficticia de Osyrhia. La historia se centra en el personaje de Doryan.
Al comienzo de la segunda parte (en The Fall of an Empire), los ejércitos de la Luz fueron masacrados y el pueblo de Osyrhia fue esclavizado. Doryian estuvo sumido en un sueño parecido a una maldición durante 500 años. A mitad del álbum se despierta y emprende una cruzada para liberar a los esclavos. En esta tercera parte, algunos de los esclavos son liberados, y los ejércitos que estaban escondidos en la Montaña Blanca se unen a Doryan. Juntos parten hacia Duna para liberar a los demás esclavos para que se levanten en armas y así atacar a Cenos.

## Lista de canciones
| N.º   | Título                              | Duración |  |
| 1.    | «Opening Credits» (Instrumental)    | 1:28     |  |
| 2.    | «Across The Endless Sea (Part II)»  | 5:17     |  |
| 3.    | «Assault On The Shore»              | 5:08     |  |
| 4.    | «Master Of The Waves»               | 6:08     |  |
| 5.    | «A Soldier's Letter»                | 5:33     |  |
| 6.    | «Godsent»                           | 4:54     |  |
| 7.    | «At The Gates Of Morken»            | 4:55     |  |
| 8.    | «Rise Of The Giants» (Instrumental) | 4:19     |  |
| 9.    | «Score To A New Beginning»          | 9:03     |  |
| 10.   | «End Credits»                       | 3:28     |  |
| 50:13 |                                     |          |  |

## Créditos

### Alineación principal
- Phil Giordana - Teclados, Coros, y Guitarra acústica en pista 9

### Músicos invitados
- Marco Sandron (Pathosray) - Voz principal
- Flora Spinelli (Kerion) - Voz principal en pista 10
- Georg Neuhauser (Serenity) - Voz adicional en pistas 2, 3, 5, 9 y 10
- Klaaire (Syrayde) - Voz adicional en pistas 4, 5 y 9
- Geraldine Gadaut (Benighted Soul) - Voz adicional en pista 7
- Jean-Gabriel Bocciarelli (Benighted Soul) - Voz adicional en pista 7
- Chris Menta (Razordog) - Guitarra rítmica, Guitarra acústica, y Solos de guitarra en pista 5
- Fabio D'Amore (Pathosray) - Bajo, voces adicionales, y solo de guitarra en pista 6
- Willdric Lievin (Hamka) - Batería, y coros
- Alessio Velliscig (Pathosray) - Solo de guitarra en pista 2
- Alex Corona (Revoltons) - Solos de guitarra en pistas 3, 6 y 9
- Olivier Lapauze (Heavenly) - Solo de guitarra en pista 9
- Hugo Lefebvre (Anthropia) - Solo de guitarra en pista 4
- Yann Mouhad (Anthropia) - Solo de guitarra en pista 4
- Remy Carrayrou (Kerion) - Solo de guitarra en pista 7
- Marc Rhulmann (Whyzdom) - Solo de teclado en pista 9

### Producción
- El álbum fue grabado en los estudios Emerald Studio y Hamka Studio, con Willdric Lievin, Philippe Giordana, Fabio D'Amore, e Ivan Moni Bidin como ingenieros de audio.
- Fue mezclado y masterizado en Hamka Studio por Willdric Lievin.

### Diseño
- Gonzalo “Genzoman” Ordoñez Arias - Arte de portada[3]
- Phil Giordana, Genzoman, Cedric Ricci - Diseño de libreto
- Charlène Mottée, Marianna Puppulin, Marco Sandron, Phil Giordana, Lauriane Madison, Akkajou - Fotografía